# Villeparois
Villeparois est une commune française située dans le département de la Haute-Saône, la région culturelle et historique de Franche-Comté et la région administrative Bourgogne-Franche-Comté.
La commune appartient à la communauté d'agglomération de Vesoul.

## Géographie
Le territoire communal s'étend sur 3,32 kilomètres2, avec une altitude minimale de 224 mètres et une altitude maximale de 345 mètres.

### Géologie
Le territoire communal repose sur le gisement de schiste bitumineux de Haute-Saône daté du Toarcien.

### Hydrologie
La commune est baignée par les eaux du Bâtard, affluent du Durgeon dans lequel il se jette à Vesoul.
Son tracé a été modifié à plusieurs reprises.

### Transports
La gare SNCF de Vesoul est la plus proche de Villeparois. Le terrain aménagé pour les avions le plus proche est l'aérodrome de Vesoul - Frotey.
Les communes de la communauté d'agglomération de Vesoul sont desservies par son réseau de transports en commun VBus+.

### Climat
Pour des articles plus généraux, voir Climat de la Bourgogne-Franche-Comté et Climat de la Haute-Saône.
En 2010, le climat de la commune est de type climat des marges montargnardes, selon une étude du Centre national de la recherche scientifique s'appuyant sur une série de données couvrant la période 1971-2000. En 2020, Météo-France publie une typologie des climats de la France métropolitaine dans laquelle la commune est exposée à un climat semi-continental et est dans la région climatique  Lorraine, plateau de Langres, Morvan, caractérisée par un hiver rude (1,5 °C), des vents modérés et des brouillards fréquents en automne et hiver. 
Pour la période 1971-2000, la température annuelle moyenne est de 10,6 °C, avec une amplitude thermique annuelle de 17,1 °C. Le cumul annuel moyen de précipitations est de 1 033 mm, avec 12,9 jours de précipitations en janvier et 9,8 jours en juillet. Pour la période 1991-2020, la température moyenne annuelle observée sur la station météorologique de Météo-France la plus proche, « Frotey_sapc », sur la commune de Frotey-lès-Vesoul à 4 km à vol d'oiseau, est de 11,2 °C et le cumul annuel moyen de précipitations est de 914,2 mm. 
La température maximale relevée sur cette station est de 38,5 °C, atteinte le 25 juillet 2019 ; la température minimale est de −14,9 °C, atteinte le 20 décembre 2009,,. 
Les paramètres climatiques de la commune ont été estimés pour le milieu du siècle (2041-2070) selon différents scénarios d'émission de gaz à effet de serre à partir des nouvelles projections climatiques de référence DRIAS-2020. Ils sont consultables sur un site dédié publié par Météo-France en novembre 2022.

## Urbanisme

### Typologie
Au 1er janvier 2024, Villeparois est catégorisée commune rurale à habitat dispersé, selon la nouvelle grille communale de densité à sept niveaux définie par l'Insee en 2022.
Elle est située hors unité urbaine. Par ailleurs la commune fait partie de l'aire d'attraction de Vesoul, dont elle est une commune de la couronne,. Cette aire, qui regroupe 158 communes, est catégorisée dans les aires de 50 000 à moins de 200 000 habitants,.

### Occupation des sols
L'occupation des sols de la commune, telle qu'elle ressort de la base de données européenne d’occupation biophysique des sols Corine Land Cover (CLC), est marquée par l'importance des territoires agricoles (74,5 % en 2018), en diminution par rapport à 1990 (79,6 %). La répartition détaillée en 2018 est la suivante : 
zones agricoles hétérogènes (43,4 %), prairies (28,5 %), forêts (25,5 %), terres arables (2,6 %). L'évolution de l’occupation des sols de la commune et de ses infrastructures peut être observée sur les différentes représentations cartographiques du territoire : la carte de Cassini (XVIIIe siècle), la carte d'état-major (1820-1866) et les cartes ou photos aériennes de l'IGN pour la période actuelle (1950 à aujourd'hui).

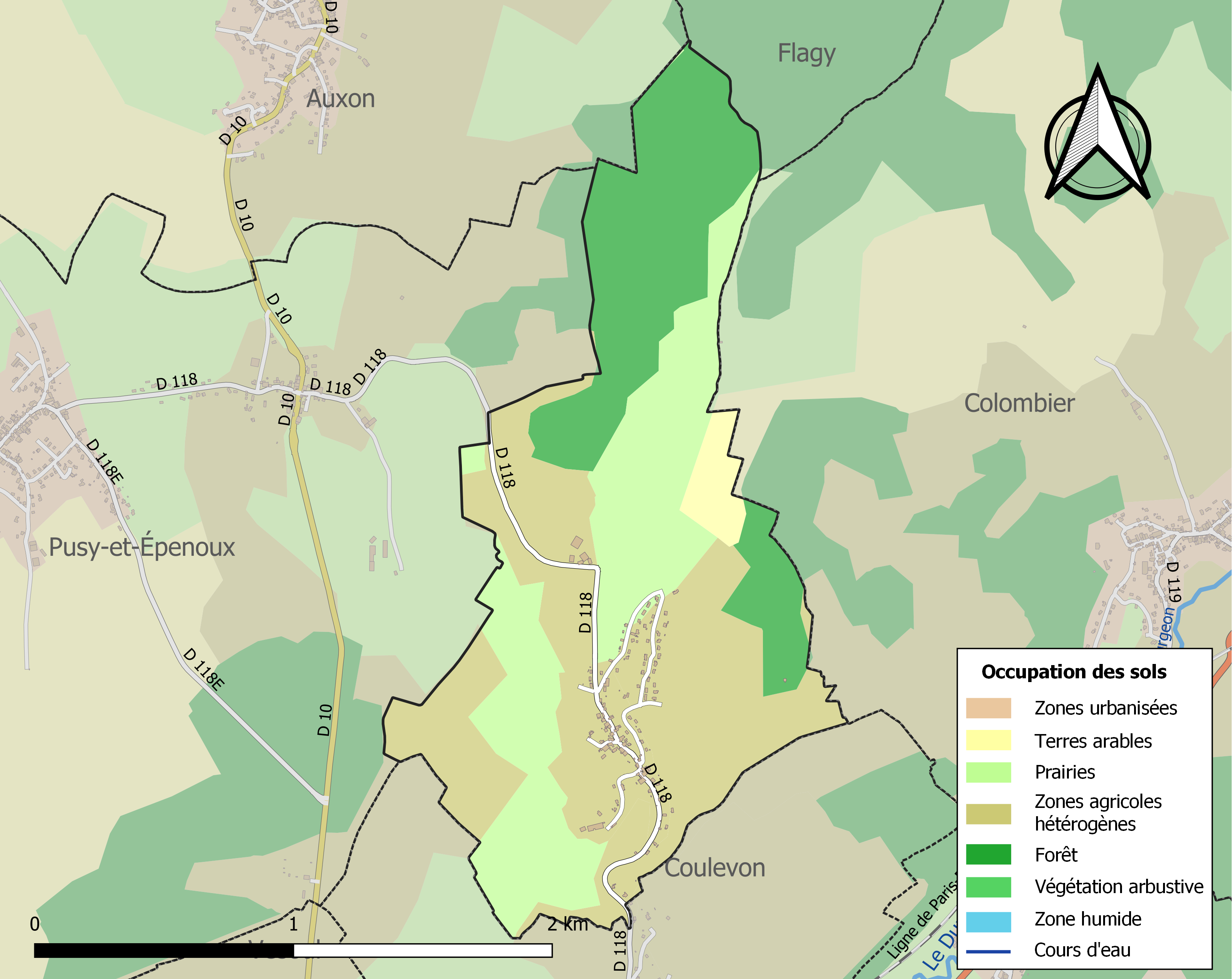
Carte des infrastructures et de l'occupation des sols de la commune en 2018 (CLC).

### Morphologie urbaine
Villeparois est situé dans l'aire urbaine de Vesoul, qui totalise en 2008, 59 288 habitants.

### Logement
Le nombre de logements dans la commune était de 86, en 2009, dont 76 résidences principales soit 88,4 % de l'ensemble des logements, 5 résidences secondaires et logements occasionnels, soit 5,8 % et 5 logements vacants, soit 5,8 %. On dénombre 54 résidences principales qui détiennent 5 pièces ou plus.
La commune comptait 83 maisons et 3 appartements en 2009, alors qu'elle possédait 62 maisons et 0 appartement, en 1999

## Politique et administration

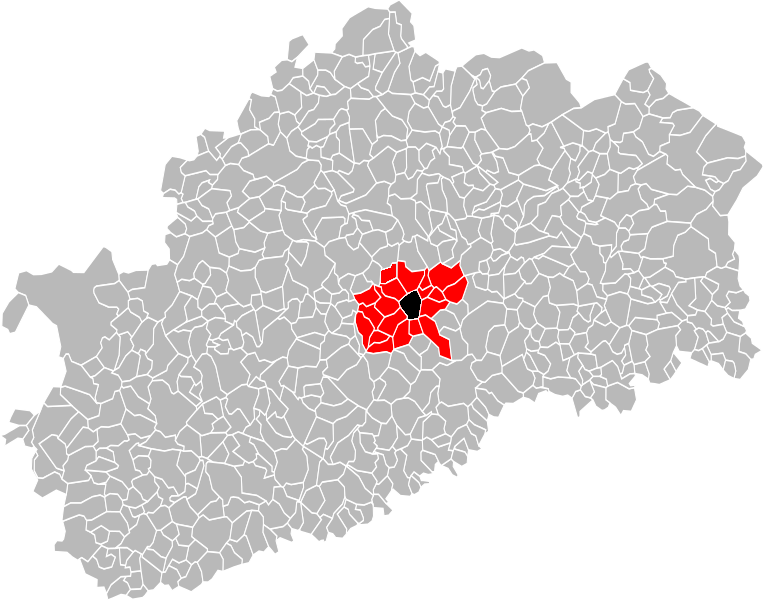
Carte départementale montrant en rouge les communes de la communauté d'agglomération de Vesoul.

### Rattachements administratifs et électoraux
La commune fait partie de l'arrondissement de Vesoul du département de la Haute-Saône, en région Bourgogne-Franche-Comté. Pour l'élection des députés, elle dépend de la première circonscription de la Haute-Saône.
Elle faisait partie depuis 1793 du canton de Vesoul. Celui-ci est scindé en 1973 et la commune intègre le canton de Vesoul-Est. Dans le cadre du redécoupage cantonal de 2014 en France, la commune fait désormais partie du canton de Vesoul-2.

### Intercommunalité
La commune  fait partie depuis 1969 du District urbain de Vesoul, transformé en 2001  en communauté de communes de l'agglomération de Vesoul, puis en 2012 la communauté d'agglomération de Vesoul, appartenant elle-même au pays de Vesoul et du Val de Saône.

### Conseil municipal
Conformément aux dispositions relatives à la population de la commune, le conseil municipal est composé de 11 membres.

### Lieux et monuments

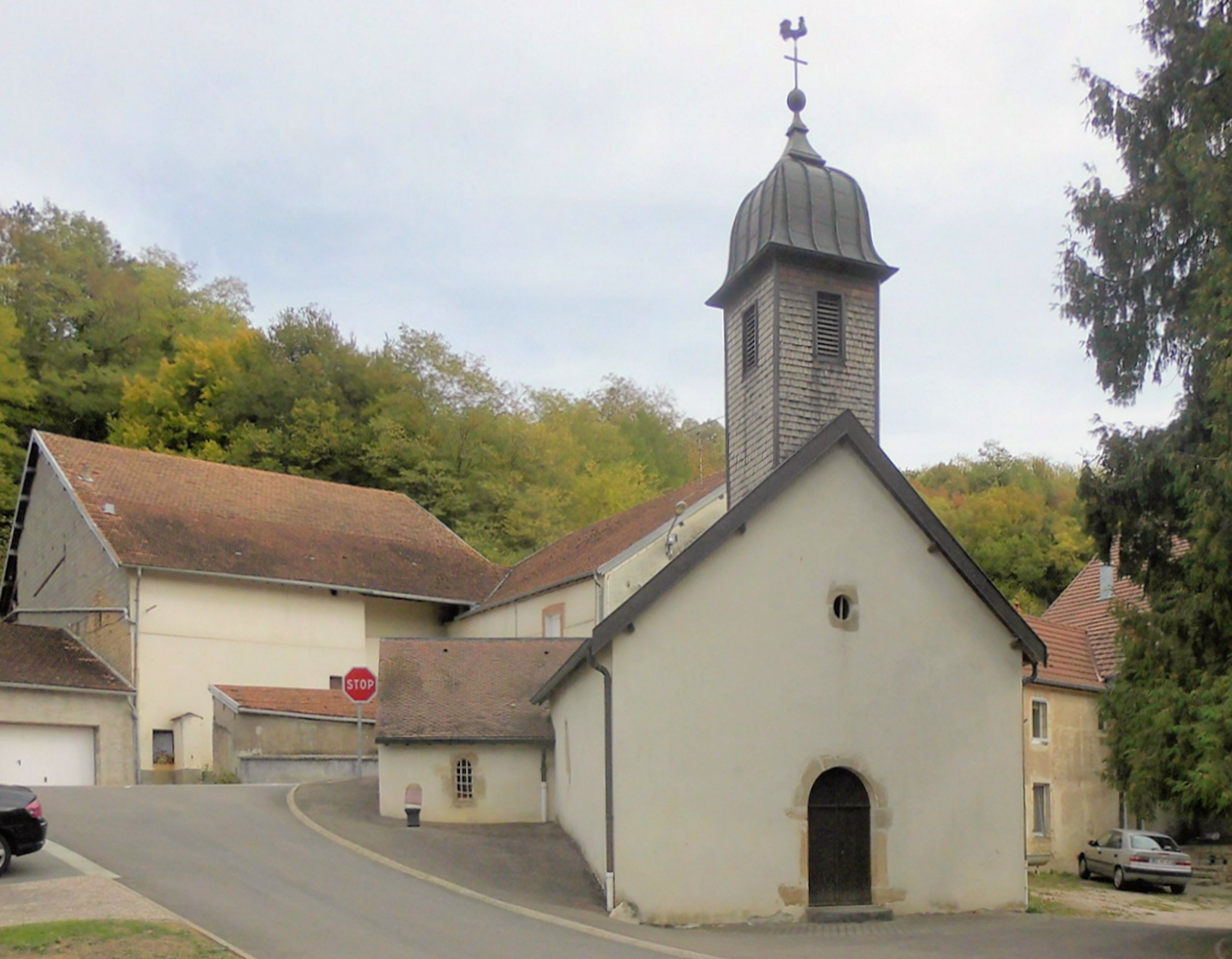
L'église Saint-Michel de Villeparois.

### Liste des maires

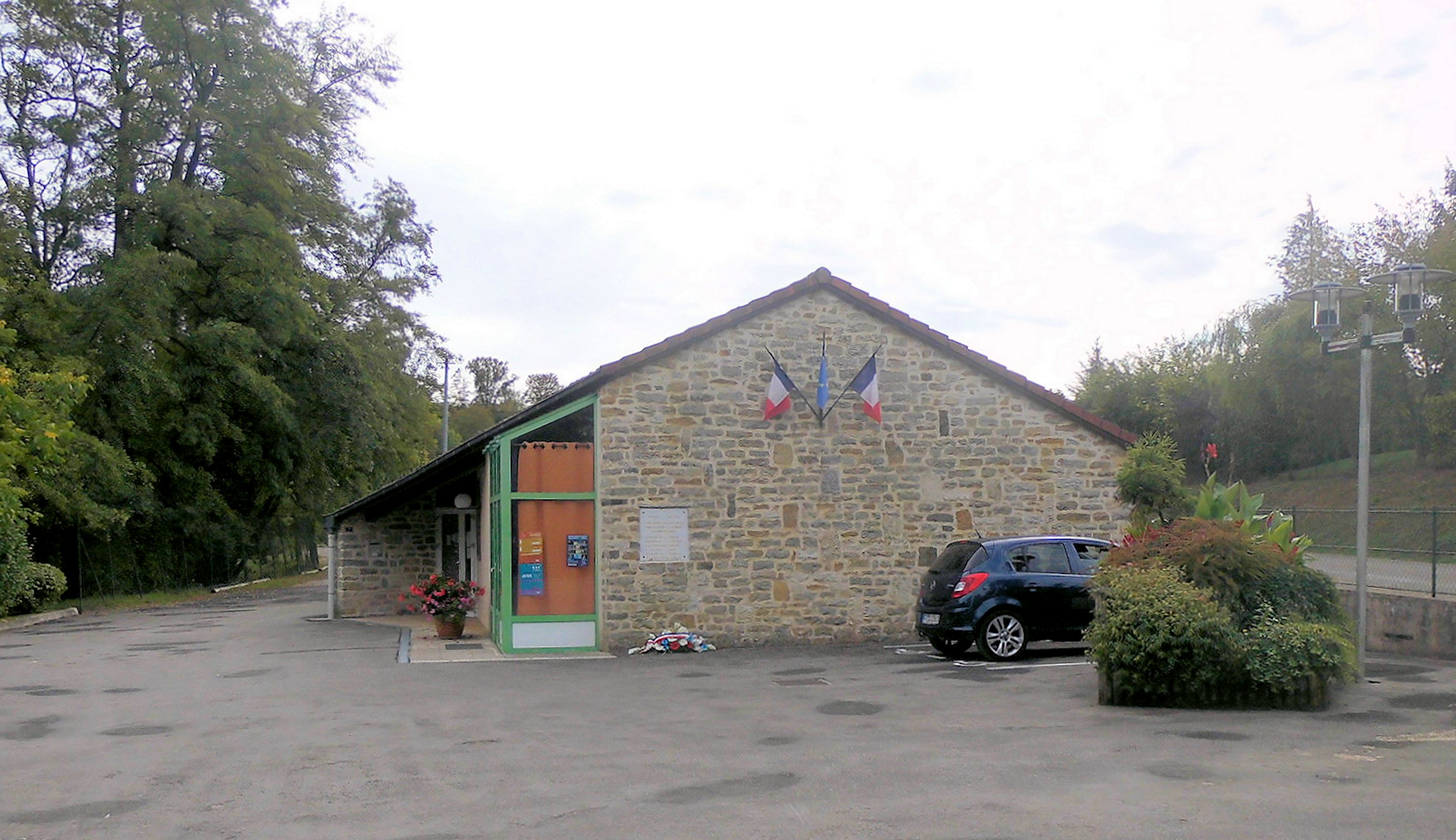
La mairie.

| Période                                  | Période                       | Identité         | Étiquette | Qualité                    |
| ---------------------------------------- | ----------------------------- | ---------------- | --------- | -------------------------- |
| Les données manquantes sont à compléter. |                               |                  |           |                            |
| mars 2001                                | 2014                          | Michel Bourgeois |           |                            |
| mars 2014                                | En cours (au 20 janvier 2015) | Bruno Michel     |           | Retraité du service social |

## Démographie
L'évolution du nombre d'habitants est connue à travers les recensements de la population effectués dans la commune depuis 1793. Pour les communes de moins de 10 000 habitants, une enquête de recensement portant sur toute la population est réalisée tous les cinq ans, les populations de référence des années intermédiaires étant quant à elles estimées par interpolation ou extrapolation. Pour la commune, le premier recensement exhaustif entrant dans le cadre du nouveau dispositif a été réalisé en 2004.

En 2022, la commune comptait 190 habitants, en évolution de −10,38 % par rapport à 2016 (Haute-Saône : −1,4 %, France hors Mayotte : +2,11 %).
| 1793 | 1800 | 1806 | 1821 | 1831 | 1836 | 1841 | 1846 | 1851 |
| ---- | ---- | ---- | ---- | ---- | ---- | ---- | ---- | ---- |
| 175  | 178  | 171  | 160  | 196  | 208  | 182  | 157  | 164  |

| 1856 | 1861 | 1866 | 1872 | 1876 | 1881 | 1886 | 1891 | 1896 |
| ---- | ---- | ---- | ---- | ---- | ---- | ---- | ---- | ---- |
| 168  | 179  | 155  | 134  | 125  | 115  | 93   | 115  | 110  |

| 1901 | 1906 | 1911 | 1921 | 1926 | 1931 | 1936 | 1946 | 1954 |
| ---- | ---- | ---- | ---- | ---- | ---- | ---- | ---- | ---- |
| 92   | 88   | 87   | 69   | 82   | 72   | 79   | 85   | 93   |

| 1962 | 1968 | 1975 | 1982 | 1990 | 1999 | 2004 | 2006 | 2009 |
| ---- | ---- | ---- | ---- | ---- | ---- | ---- | ---- | ---- |
| 70   | 55   | 61   | 105  | 152  | 167  | 167  | 187  | 211  |

| 2014 | 2019 | 2022 | - | - | - | - | - | - |
| ---- | ---- | ---- | - | - | - | - | - | - |
| 216  | 195  | 190  | - | - | - | - | - | - |

### Cultes
.

## Culture locale et patrimoine

### Héraldique
|  | Les armes de la commune se blasonnent ainsi : de sinople à la bande d’or chargée de deux tourteaux de sable. |